# Davor Bernardić

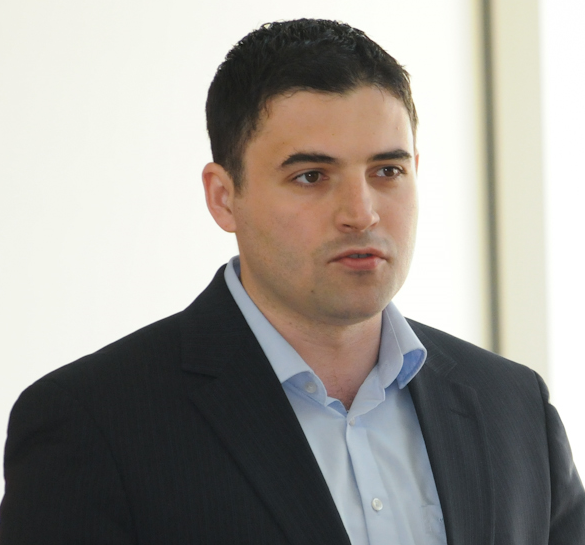
Davor Bernardić (2011)

Davor Bernardić (* 5. Januar 1980 in Zagreb) ist ein kroatischer Politiker (SDP). Von 2016 bis 2020 war er Parteivorsitzender der SDP.

## Leben
Davor Bernardić schloss 2007 sein Physik-Studium an der Universität Zagreb als Diplom-Physiker ab. Von 2009 bis 2014 absolvierte er ebenfalls an der Universität Zagreb ein Studium der Finanzwissenschaft. Anschließend war er bis 2017 Geschäftsführer des MBA-Programms der Cotrugli Business School in Zagreb.
Ab 2005 war er Vorstandsmitglied im Zagreber Ortsverband der SDP. Ab 2007 gehörte er dem Stadtrat von Zagreb an. Bei der Parlamentswahl im November 2007 wurde er erstmals in den Sabor gewählt, dem er seit Januar 2008 angehört.
Ab 2012 gehörte Bernardić dem Vorstand der SDP an. Im November 2016 wurde er als Nachfolger von Zoran Milanović zum Parteivorsitzenden gewählt. Von diesem Amt trat er im Juli 2020 nach dem schlechten Abschneiden seiner Partei bei der Parlamentswahl zurück. Zum kommissarischen Parteivorsitzenden wurde Zlatko Komadina bestimmt.